# Jan Pommer
Jan Pommer (* 19. September 1970) ist ein deutscher Rechtsanwalt und Sportmanager.

## Schule, Ausbildung und Familie
Nach der bestandenen Abiturprüfung in Oldenburg studierte Pommer Rechtswissenschaften und Kunstgeschichte an Universitäten in Würzburg, Freiburg, Salamanca (Kastilien-León/Spanien) und Köln. In Oldenburg spielte Pommer als Schüler Basketball. Er ist verheiratet und hat zwei Kinder.

## Berufliche Tätigkeiten
Im Zeitraum Juni 1997 bis Mai 1999 war Pommer zunächst als Referendar und nach bestandenem zweiten Staatsexamen auch als angestellter Rechtsanwalt in der Kanzlei der Rechtsanwälte Cornelius und Thiel in Köln. Für die Kommunikationsagentur Bob Bomliz Group (vormals Sponsor Partners) wurde er im Juni 1999 tätig, als Justiziar, Prokurist und Bereichsleiter Sponsoring.
Pommer wurde per 1. April 2005 zum Geschäftsführer der BBL GmbH Gesellschaft der Basketball-Bundesliga, am Standort Köln, bestellt. Er war vom 1. September 2015 bis zum 31. Dezember 2016 neben Axel Achten Geschäftsführer der Deutschen Sport Marketing GmbH und verantwortete dabei vorrangig den Bereich der digitalen Medien und die Entwicklung neuer Vermarktungsmodelle.
Von Anfang Januar 2017 bis Ende 2018 war Pommer als Vice President Sports Affairs bei Turtle Entertainment beschäftigt. Diese betreibt das eSport-Unternehmen Electronic Sports League.
Anfang Januar 2019 wechselt Pommer in den Galopprennsport. Als Geschäftsführer der Beteiligungsgesellschaften des Direktoriums für Vollblutzucht und Rennen e.V., der Dachorganisation des deutschen Galopprennsports, verantwortet er das operative Geschäft und das übergreifende Marketing des Sports, der so wieder mehr in den Fokus der Öffentlichkeit rücken soll. Seit August 2021 ist Pommer Head of Sports Content und Partnerships EMEA bei Sportradar.
Seit dem 4. November 2024 fungiert er als Vorstandsvorsitzender des Deutschen Schwimm-Verband e. V. mit Sitz in Kassel.
Weitere Funktionen
Von Mai 2012 bis Ende 2015 war Pommer Vizepräsident der Vereinigung der Sportsponsoring-Anbieter (VSA). Er ist stellvertretendes Mitglied der Vertreterversammlung der Verwaltungsberufsgenossenschaft. Darüber hinaus ist er Mitglied des Geschäftsführenden Ausschusses der AG Sportrecht im Deutschen Anwaltverein.
Pommer vertrat von 2009 bis 2015 die Interessen der BBL in der 'Initiative Profisport Deutschland'; bis 2010 war er deren stellvertretender Sprecher. Im Juni 2010 wurde er im Rahmen der Generalversammlung der EuroLeague erneut in den Vorstand des Executive Boards berufen und zum Vorsitzenden des Arbeitskreises Lizenzierung gewählt. Ebenfalls bis 2015 war er Vorstandsmitglied des europäischen Ligenverbandes ULEB (Union of the European Leagues of Basketball).

## Öffentliche Wahrnehmung
Pommer wurde am 28. Oktober 2010 in Frankfurt im Rahmen der Deutschen Sportsponsoring-Tage von der Fachzeitschrift „Horizont“ als „Sportmanager des Jahres“ ausgezeichnet. Die Jury würdigte damit Pommers Arbeit für die Basketball-Bundesliga.
Im Jahr 2011, nach der 37. FIBA Europameisterschaft, im August und September in Litauen, wurde er in den deutschen Medien mit dem Wort „Diesen Menschen müsste man den Mund mit Seife auswaschen.“ zitiert. Die Aussage wurde von ihm in einem Kontext gemacht, in dem er versuchte, die von verschiedenen Seiten erörternd vorgetragene Kritik an den Leistungen von DBB-Nationalspieler Dirk Nowitzki bei den Europameisterschaften in Litauen abzuwehren.